# Võ Chí Công (sinh năm 1979)
Võ Chí Công (sinh ngày 25 tháng 4 năm 1979) là chính trị gia nước Cộng hòa xã hội chủ nghĩa Việt Nam. Ông hiện là Ủy Viên Ban Chấp Hành Đảng Bộ Thành Phố, Phó Trưởng Ban Tuyên Giáo và Dân Vận Thành ủy Cần Thơ. Ông nguyên là Trưởng Ban Tổ chức Tỉnh ủy Sóc Trăng; Giám đốc Sở Kế hoạch và Đầu tư tỉnh Sóc Trăng; Bí thư Thị ủy, Chủ tịch Hội đồng nhân dân thị xã Ngã Năm, Sóc Trăng; Ủy viên Ban Thường vụ Trung ương Đoàn Thanh niên Cộng sản Hồ Chí Minh, Bí thư Tỉnh đoàn Sóc Trăng.
Võ Chí Công là Đảng viên Đảng Cộng sản Việt Nam, học vị Cử nhân Kế toán, Cao cấp lý luận chính trị. Ông là chính trị gia xuất phát từ công tác thanh niên ở tỉnh Sóc Trăng.

## Xuất thân và giáo dục
Võ Chí Công sinh ngày 25 tháng 4 năm 1979 tại xã Hòa Tú 2, huyện Mỹ Xuyên, tỉnh Hậu Giang, Việt Nam, nay được tách thành tỉnh Sóc Trăng. Ông lớn lên và tốt nghiệp phổ thông 12/12 ở quê nhà. Ông tới Thành phố Hồ Chí Minh theo học đại học và tốt nghiệp Cử nhân Kinh tế chuyên ngành Kế toán năm 2001. Ngày 2 tháng 1 năm 2007, ông được kết nạp Đảng Cộng sản Việt Nam, trở thành đảng viên chính thức vào ngày 2 tháng 1 năm 2008. Trong quá trình hoạt động Đảng và Nhà nước, ông theo học các khóa tại Học viện Chính trị Quốc gia Hồ Chí Minh, nhận bằng Cao cấp lý luận chính trị. Nay, ông thường trú tại ấp Chợ Cũ, thị trấn Mỹ Xuyên, huyện Mỹ Xuyên, tỉnh Sóc Trăng.

## Sự nghiệp

### Công tác thanh niên
Tháng 9 năm 2005, Võ Chí Công bắt đầu sự nghiệp của mình tại quê nhà Sóc Trăng, là Chuyên viên Ủy ban Kiểm tra Huyện ủy Mỹ Xuyên, tỉnh Sóc Trăng. Lúc này, ông công tác ở Huyện ủy và được kết nạp Đảng. Tháng 7 năm 2009, ông được điều chuyển sang Đoàn Thanh niên Cộng sản Hồ Chí Minh huyện Mỹ Xuyên, nhậm chức Phó Bí thư Huyện đoàn. Giữa năm 2010, ông được bầu vào Ban Chấp hành Đảng bộ huyện Mỹ Xuyên, thăng chức thành Bí thư Huyện đoàn. Tháng 12 năm 2011, ông được bầu vào Ban Thường vụ Huyện ủy, được bổ nhiệm làm Phó Chủ tịch Ủy ban nhân dân huyện Mỹ Xuyên, tỉnh Sóc Trăng khi 32 tuổi. Ông công tác ở Ủy ban nhân dân huyện Mỹ Xuyên trong thời gian ngắn, đến tháng 7 năm 2012, ông được điều sang Đoàn Thanh niên Cộng sản Hồ Chí Minh tỉnh Sóc Trăng, nhậm chức Phó Bí thư Tỉnh đoàn. Ngày 18 tháng 7 năm 2012, tại Đại hội đại biểu Đoàn Thanh niên tỉnh Sóc Trăng, Võ Chí Công được bầu làm Bí thư Tỉnh đoàn, nhiệm kỳ 2012 – 2017. Tháng 12 cùng năm, tại Đại hội đại biểu toàn quốc Đoàn Thanh niên Cộng sản Hồ Chí Minh lần thứ 10, ông được bầu làm Ủy viên Ban Thường vụ Trung ương Đoàn. Tháng 11 năm 2015, tại Đại hội Đảng bộ tỉnh Sóc Trăng lần thứ 13, ông được bầu làm Ủy viên Ban Chấp hành Đảng bộ tỉnh Sóc Trăng. Ông giữ chức Bí thư Tỉnh đoàn Sóc Trăng cho đến giai đoạn cuối năm 2016.

### Sóc Trăng
Tháng 8 năm 2016, Võ Chí Công được Tỉnh ủy Sóc Trăng điều chuyển về thị xã Ngã Năm, vào Ban Thường vụ Thị ủy, nhậm chức Bí thư Thị ủy Ngã Năm. Sau đó, ông được bầu và kiêm nhiệm là Chủ tịch Hội đồng nhân dân thị xã Ngã Năm. Tháng 8 năm 2019, ông được điều sang Ủy ban nhân dân tỉnh Sóc Trăng, được bổ nhiệm làm Giám đốc Sở Kế hoạch và Đầu tư tỉnh Sóc Trăng. Ngày 28 tháng 9 năm 2020, Tỉnh ủy Sóc Trăng đã bổ nhiệm ông làm Phó Trưởng ban thường trực Ban Tổ chức Tỉnh ủy. Ngày 14–15 tháng 10 năm 2020, tại Đại hội Đảng bộ tỉnh Sóc Trăng lần thứ 14, nhiệm kỳ 2020 – 2025, ông tái đắc cử Tỉnh ủy viên, được bầu vào Ban Thường vụ Tỉnh ủy. Sau đó, ngày 11 tháng 11, kỳ họp đầu tiên của Tỉnh ủy Sóc Trăng đã phân công ông làm Trưởng ban Tổ chức Tỉnh ủy. Tháng 1 năm 2021, Võ Chí Công tham gia Đại hội Đại biểu toàn quốc Đảng Cộng sản Việt Nam lần thứ 13 và được bầu làm Ủy viên dự khuyết Ban Chấp hành Trung ương Đảng Cộng sản Việt Nam khóa XIII, nhiệm kỳ 2021 – 2026 vào ngày 30 tháng 1. Bên cạnh đó, ông cũng là Đại biểu Hội đồng nhân dân tỉnh Sóc Trăng từ năm 2016.

## Khen thưởng
Trong sự nghiệp của mình, Võ Chí Công nhận được những giải thưởng như:
- Bằng khen của Ban Chấp hành Trung ương Đoàn Thanh niên Cộng sản Hồ Chí Minh: 2015;
- Bằng khen Thủ tướng Chính phủ Nguyễn Xuân Phúc: 2016;